# Karbennings socken
Karbennings socken i Västmanland ingick i Gamla Norbergs bergslag, ingår sedan 1971 i Norbergs kommun och motsvarar från 2016 Karbennings distrikt.
Socknens areal är 140,27 kvadratkilometer, varav 130,59 land. År 2000 fanns här 584 invånare. Småorten Karbenning och sockenkyrkan Karbennings kyrka ligger i socknen. 

## Administrativ historik
Karbennings socken utbröts 1686 ur Västerfärnebo socken tidigt under namnet Färnebo fjärding.
Vid kommunreformen 1862 övergick socknens ansvar för de kyrkliga frågorna till Karbennings församling och för de borgerliga frågorna till Karbennings landskommun. Landskommunens inkorporerades 1952 i Västerfärnebo landskommun som upplöstes 1971 då denna del uppgick i Norbergs kommun. Församlingen uppgick 2010 i Norberg-Karbennings församling.
1 januari 2016 inrättades distriktet Karbenning, med samma omfattning som församlingen hade 1999/2000.
Socknen har tillhört fögderier, tingslag och domsagor enligt vad som beskrivs i artikeln Gamla Norbergs bergslag.  De indelta soldaterna tillhörde Västmanlands regemente och Bergslags (Bergs) kompani.

## Geografi
Karbennings socken ligger söder om Avesta kring Svartån och Norbergsån och sjön Snyten i väster. Socknen är en sjörik kuperad skogsbygd.

## Fornlämningar
Cirka 30 boplatser från stenåldern är funna.

## Namnet
Namnet (1481 Karinäböning) kommer från en hytta öster om kyrkan. Namnet innehåller kvinnonamnet Karin och benning, '(hytt)byggnad'.

## Befolkningsutveckling
| Befolkningsutvecklingen i Karbennings socken 1750–1990                                                  | Befolkningsutvecklingen i Karbennings socken 1750–1990 | Befolkningsutvecklingen i Karbennings socken 1750–1990 | Befolkningsutvecklingen i Karbennings socken 1750–1990 | Befolkningsutvecklingen i Karbennings socken 1750–1990 |
| --- | ------------------------------------------------------ | ------------------------------------------------------ | ------------------------------------------------------ | ------------------------------------------------------ |
| |                                                        |                                                        |                                                        |                                                        |
| År |                                                        |                                                        | Folkmängd                                              |                                                        |
| 1750 | 1750                                                   |                                                        | 1 044                                                  |                                                        |
| 1760 | 1760                                                   |                                                        | 1 094                                                  |                                                        |
| 1769 | 1769                                                   |                                                        | 1 108                                                  |                                                        |
| 1810 | 1810                                                   |                                                        | 1 012                                                  |                                                        |
| 1820 | 1820                                                   |                                                        | 1 005                                                  |                                                        |
| 1830 | 1830                                                   |                                                        | 1 197                                                  |                                                        |
| 1840 | 1840                                                   |                                                        | 1 360                                                  |                                                        |
| 1850 | 1850                                                   |                                                        | 1 478                                                  |                                                        |
| 1860 | 1860                                                   |                                                        | 1 524                                                  |                                                        |
| 1870 | 1870                                                   |                                                        | 1 735                                                  |                                                        |
| 1880 | 1880                                                   |                                                        | 1 816                                                  |                                                        |
| 1890 | 1890                                                   |                                                        | 1 686                                                  |                                                        |
| 1900 | 1900                                                   |                                                        | 1 664                                                  |                                                        |
| 1910 | 1910                                                   |                                                        | 1 700                                                  |                                                        |
| 1920 | 1920                                                   |                                                        | 1 867                                                  |                                                        |
| 1930 | 1930                                                   |                                                        | 1 641                                                  |                                                        |
| 1940 | 1940                                                   |                                                        | 1 530                                                  |                                                        |
| 1950 | 1950                                                   |                                                        | 1 301                                                  |                                                        |
| 1960 | 1960                                                   |                                                        | 1 057                                                  |                                                        |
| 1970 | 1970                                                   |                                                        | 715                                                    |                                                        |
| 1980 | 1980                                                   |                                                        | 648                                                    |                                                        |
| 1990 | 1990                                                   |                                                        | 609                                                    |                                                        |
| Anm: Källor: Umeå universitet - Tabellverket 1749-1859, Demografiska databasen, CEDAR, Umeå universitet |                                                        |                                                        |                                                        |                                                        |